# Paul Ondrusch
Paul Ondrusch (* 4. Juni 1875 in Leobschütz, heute poln.: Głubczyce, Oberschlesien; † 29. September 1952 in Untermühlhausen, heute Ortsteil von Penzing, Landkreis Landsberg am Lech) war ein akademischer Bildhauer.

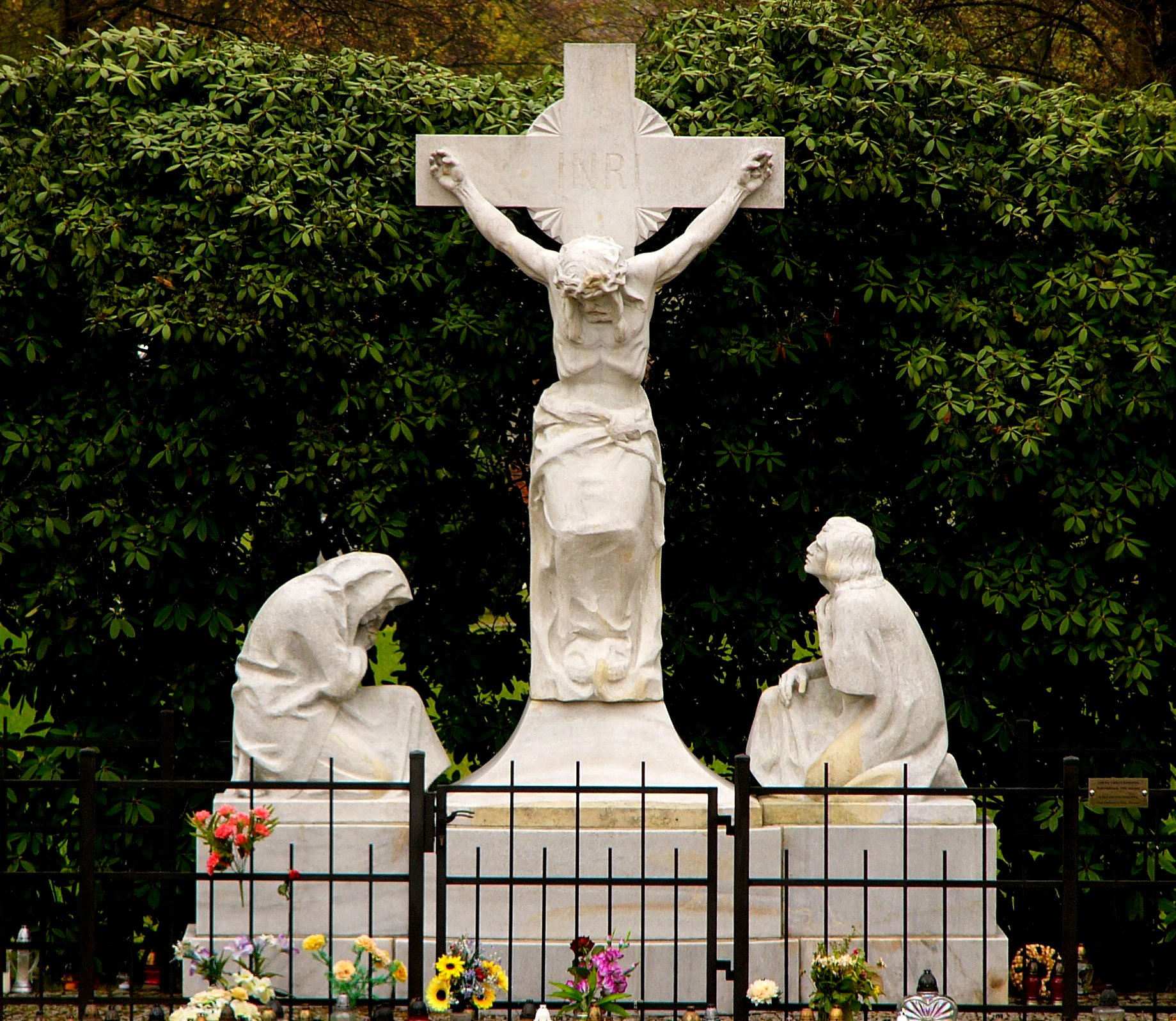
Kreuzigungsgruppe von Paul Ondrusch auf dem Gleiwitzer Zentralfriedhof

## Leben
Paul Ondrusch wurde als drittes von sechs Kindern des Leobschützer Kunsttischlermeisters Paul Alois Anton Ondrusch und dessen Ehefrau Anna Agnes Maria Granel geboren und im römisch-katholischen Glauben erzogen. Sein vollständiger Taufname lautete Paul Friedrich Carl.
Im Jahre 1902 heiratete er seine erste Ehefrau, Martha Olbrich. Aus dieser Ehe stammen sechs Kinder. Nach dem Tod seiner Frau, im Jahre 1922, ging er 1925 eine zweite Ehe mit Emma Werdecker ein. Aus dieser Verbindung gingen dann nochmals zwei Kinder hervor.
Der Vater besaß eine eigene Kunsttischlerei und Holzbildhauerwerkstatt in Leobschütz, die der Sohn einmal übernehmen sollte, denn schon sehr früh wurden dessen künstlerische Veranlagungen beim Schnitzen von Holz entdeckt. Nach dem Schulbesuch schickte man ihn zur Entwicklung seiner Talente durch entsprechende Ausbildung als Holzschnitzer auf die namhafte Fachschule für Bau- und Möbeltischler in Würbenthal im Adlergebirge (Österreichisch Schlesien). Diese Einrichtung konnte er wegen seiner außergewöhnlichen Begabung bereits wieder nach einem Jahr verlassen. Durch finanzielle Förderung des angesehenen Adligen Hans Georg von Oppersdorff aus Oberglogau wurde dem Neunzehnjährigen von 1894 bis 1901 ein Studium an der Königlichen Akademie der Bildenden Künste in München ermöglicht. Ondrusch wurde Schüler in der Fachrichtung Bildhauerei bei Syrius Eberle und lernte auch bei Balthasar Schmitt. Eine bemerkenswerte Studienarbeit, die Skulptur des Judas Iskariot, wurde mit dem ersten Preis der Akademie, der Großen Silbernen Medaille anerkannt.
Nach Abschluss des Studiums hätte man ihn gern an der Kunstakademie in München behalten und bot ihm eine Professur an. Er schlug jedoch alle Angebote aus und kehrte als bodenständiger und sehr gläubiger Katholik in die väterliche Werkstatt nach Leobschütz zurück. Bald wurde er hier zu einem bekannten und gefragten Künstler mit entsprechender Ausstrahlung.
Im Ersten Weltkrieg war Ondrusch Soldat.
In den Jahren nach dem Ersten Weltkrieg engagierte sich Ondrusch neben seiner Tätigkeit als Bildhauer auch als Lehrer an der Staatlichen Akademie für Kunst und Kunstgewerbe Breslau, z. B. für den Bildhauer Kurt Spribille.
Aufgrund von Flucht und Vertreibung der deutschen Bevölkerung aus den Ostgebieten, musste Ondrusch 1945 Leobschütz verlassen und gelangte nach Untermühlhausen, einem Dorf in Bayern. Hier setzte er seine Arbeit unter eingeengten und begrenzten Lebensumständen fort. Bis zu seinem Tode fühlte er sich stets mit seiner alten Heimatstadt verbunden. Als ehemalige Leobschützer Bürger eine Gedenkstätte für verstorbene Landsleute im oberbayrischen Bergkirchen errichteten, unterstützte er diese Bemühungen durch die Schaffung eines Holzkreuzes mit Christuskopf und einer Gedenktafel (Leobschützer Heimatkreuz).
Ondrusch starb im Alter von siebenundsiebzig Jahren. Auf dem Friedhof der Pfarrkirche St. Benedikt in Untermühlhausen erinnert eine Gedenktafel an Paul Ondrusch. Das hölzerne, in Farbe gefasste Friedhofskreuz in Untermühlhausen ist ein Werk von Paul Ondrusch.

## Schaffen

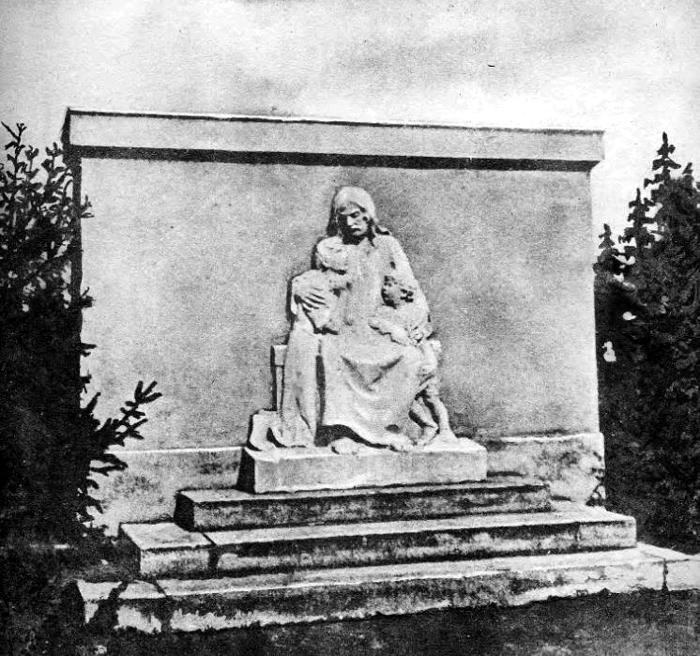
Christus der göttliche Kinderfreund. Denkmal auf dem Lindenfriedhof Gleiwitz für 76 Kinder, die 1919 bei einem Theaterbrand ums Leben kamen. Die deutsche Aufschrift wurde nach 1945 entfernt.

Mit meisterhaften, lebensechten Darstellungen reiht sich Ondrusch in die Reihe der großen Bildhauer christlicher Kunst seiner Epoche ein. Die eigene Religiosität war immer der Hauptquell, aus dem er alle Inspirationen schöpfte und in den Werken darstellte. Fast alles aus seiner Hand zeugt von tiefer Verbundenheit mit dem Glauben sowie mit Land und Leuten der Heimat. Vorrangige Intention seiner Kunst war die Vermittlung der christlichen Botschaft an die Menschen. Die politischen Veränderungen in Deutschland von der Kaiserzeit bis zur Bundesrepublik änderten an dieser Einstellung nichts. Diese Geisteshaltung lebte er und sie prägte sein gesamtes künstlerisches Schaffen.
Ein Betrachter fühlt sich von den lebensechten Darstellungen „auf Augenhöhe“, direkt und persönlich angesprochen. Die Christusfigur, die Mutter Maria, Heiligenfiguren und Szenen aus Bibeltexten waren zentrale Themen. Andere Werke, die einfache Menschen aus dem Volk darstellen, (z. B. die Holzskulpturen: Schlesischer Bergmann, Steinbrecher) fehlen in seinem Schaffen nicht.
Er arbeitete gemäß der Familientradition sehr viel mit Holz, konnte jedoch mit Stein und anderen Materialien in gleicher Weise künstlerisch gut umgehen. Neben seinen Skulpturen entstanden auch einige Plastiken. Die Ausgestaltung von Kirchen und die Errichtung von Andachtsstätten, Friedhofs- und Grabdenkmälern waren die bevorzugten Arbeitsfelder. An der Ausgestaltung der Fassaden- und Innenarchitektur von Schulen und öffentlichen Gebäuden seiner Heimatstadt war er ebenfalls beteiligt. Zahlreiche Werke in Leobschütz und Umgebung sowie in weiteren Städten und Dörfern von Schlesien zeugen z. T. bis heute von seiner Kreativität. Bekannt ist die Teilnahme an regionalen Kunstausstellungen, (z. B. Gleiwitz, Hindenburg und Oppeln). Seine Kunst wurde damals jedoch weit über die Region hinaus wahrgenommen und beachtet.
Eine Spur führt nach Ostwestfalen. Paul Ondrusch lernte im Jahre 1927 seinen zukünftigen Schwiegersohn Anton Spilker (Verlobter der Tochter Elsa) kennen, der aus der väterlichen Kunsttischlerei in Steinheim, Westfalen stammte und sich als Möbeldesigner profilierte. Es kam zu einer Zusammenarbeit, als die Werkstätte von Anton Spilker sen. in Steinheim von der Vereinigung ehemaliger Rektoratschüler den Auftrag erhielt, eine Ehrentafel aus Eichenholz für die im Weltkrieg gefallenen Mitschüler anzufertigen. Paul Ondrusch schuf in seinem einzigartigen Stil die mittlere kreuzförmige Skulptur mit dem auferstandenen Christus als Herr über Leben und Tod. Nach dem Versand des rohfertigen Kernstückes von Leobschütz nach Steinheim wurde die Tafel in ihrer Gesamtheit in der Steinheimer Tischlerei gefertigt und zusammengefügt, und Anton Spilker jun. schnitt die Inschriften und die Namen der Gefallenen ein. Das Ehrenmal wurde dann am 23. Oktober 1928 feierlich enthüllt und fand seinen Platz im Musikraum der Rektoratschule. Heute ist das Möbelmuseum Steinheim der Aufbewahrungsort.
Heutzutage werden in Polen der Künstler Ondrusch und die in Schlesien erhaltenen Kunstwerke wieder gewürdigt.
Auf dem Gebiet der Bundesrepublik Deutschland sind neben dem Leobschützer Heimatkreuz kaum weitere Werke im allgemein zugänglichen, kirchlichen oder öffentlichen Raum nachgewiesen. So ist er als Künstler und Person in Deutschland heute weitgehend vergessen. Eine Ausnahme bilden die Vertriebenen und deren Einrichtungen. Die Leobschützer Heimatstube in Eschershausen bemüht sich um eine entsprechende Erinnerungskultur und um Erfassung, Dokumentation und Erhalt seines künstlerischen Gesamterbes. Auf dem deutschen und europäischen Kunstmarkt tauchen immer wieder Ondrusch-Skulpturen aus privaten Sammlungen auf.

## Werke (Auswahl)

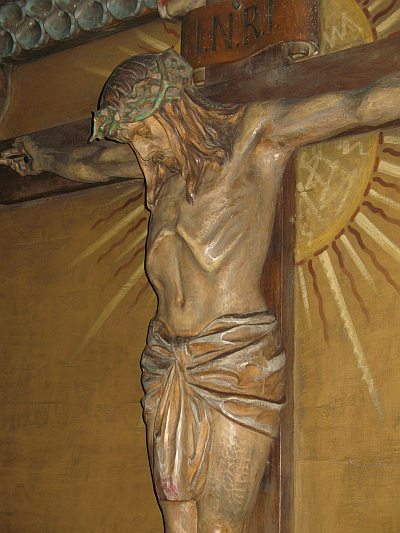
Christusfigur von Paul Ondrusch in der Pfarrkirche von Leobschütz

Vieles von seinem Schaffen ist durch die Kriegsereignisse zerstört, gilt als vermisst oder ist an neue Standorte verbracht worden. Von einigen Werken existieren heute nur noch Fragmente oder es wurden deutschsprachige Inschriften entfernt.
Soweit bekannt, werden in folgender Auswahl derartige und weiter ergänzende Informationen mit angegeben:
- Judas Ischariot.[12] Mit der Großen Silbermedaille der Akademie der bildenden Künste in München ausgezeichnete, lebensgroße Skulptur. Ebenfalls ein dazugehöriger Kunstdruck (37,5 cm × 28,5 cm): Judas[13].
- Kreuzwegstationen in Georgenberg / (Miasteczko Śląskie), Holzschnitzarbeiten.[14]
- Ausstattung der Schrotholzkirche Mariä Himmelfahrt in Georgenberg / (Miasteczko Śląskie). Mehrere Skulpturen, die Predella sowie weitere Teile der Inneneinrichtung.[15]
- Hochaltar, Dorfkirche Sauerwitz / (Zubrzyce).[16]
- Gekreuzigter Christus, Skulptur für Leobschützer Pfarrkirche, 1890, Holz, (Im Alter von 15 Jahren angefertigt.)
- Kreuzabnahme, Skulpturengruppe, Heilige-Dreifaltigkeitskirche Leobschütz.
- Johannes der Täufer, 1924, Skulptur auf dem alten Friedhof in Leobschütz.
- Ahasver, geschnitzte Holzfigur für das Leobschützer Franziskanerkloster.[17]
- Skulptur für Generalfeldmarschall Remus von Woyrsch,[18] Am Kriegsende zerstörte Holzskulptur im Leobschützer Rathaus. (Ungewöhnliche Darstellung des v. Woyrsch als Ritter mit Helm und Kettenhemd, gestützt auf ein in die Erde gerammtes Schwert.)
- Reliefs mit der Darstellung heimatlicher Gewerke für eine Schule in Leobschütz.
- Familiengrabanlage der Familie von Oppersdorff in Oberglogau. Ein Teil – die erhaltene, lebensgroße Christusfigur aus Sandstein – steht jetzt auf einer Wehrmauer in der Altstadt von Głogówek. Weitere Teile (Bronzeplastiken) wurden zerstört.[19]
- Familiengrabanlage für Eltern, Bruder und Schwägerin des Bischofs Nathan in Branitz (polnisch Branice), 2011 restauriert.[20]
- Christus der göttliche Kinderfreund. Denkmal auf dem Lindenfriedhof Gleiwitz für 76 Kinder, die 1919 bei einem Theaterbrand ums Leben kamen. Die deutsche Aufschrift wurde nach 1945 entfernt.[9]
- Beweinung am Kreuz, Skulpturengruppe, Zentralfriedhof Gleiwitz.[21]
- Christus am Kreuz, Sonderausstellung des Oberschlesischen Museums Gleiwitz, Ostern 1927.[22]
- Christusfigur, Holzschnitzarbeit, bis 1945 im Museum Gleiwitz.[23]
- Kreuzigungsgruppe, 1928, Kunstausstellung Hindenburg.[24]
- Muttergottes mit dem Kind, Fassadenfigur am 1903–1904 errichteten Armenhaus in Leobschütz, dem heutigen Internat der Landwirtschaftsschule „Władysław Szafer“ in Głubczyce[25]
- Johannes der Täufer, Fassadenfigur am Wohnhaus ul. Sobieskiego 19 in Głubczyce[26]
- Medaillons mit Heiligenbüsten über den Hauseingängen der Häuser ul. Sobieskiego 32,34,36 in Głubczyce[27]
- Christus am Kreuz, Figur am Grab von Paul Ondrusch in Untermühlhausen, 1950er Jahre.